# Ametralladora Tipo 80
La Tipo 80 es una ametralladora de propósito general fabricada por Norinco en la República Pupular China, basada en la serie PKM. La ametralladora fue certificada por finalización de diseño en 1980 y entró al servicio de la EPL en 1983. La Tipo 80 fue concebida para ser la sucesora de la Tipo 67 desarrollada por China independientemente, dando buenos resultados en pruebas pruebas realizadas en la Región Militar de Chengdu. Al final se optó por mantener la Tipo 67 en uso. Sólo unas cuantas Tipo 80 se utilizaron en el Cuerpo de Marines de la República Popular China y un Tipo 80 modificado, llamado Tipo 86, fue aceptado por unidades blindadas del EPL.

## Diseño
La tipo 80 dispara el cartucho 7,62 x 54 R. Es accionada por los gases de los disparos, enfriada por aire, alimentada mediante cinta y completamente automática. Puede disparar sobre trípode y sobre un bípode que se pliega sobre el tubo de gases debajo del cañón. Las cintas son usadas desde cajas portacinta de 100 cartuchos en configuración de ametralladora ligera, y de 200 o 250 cartuchos montada sobre trípode. Posee miras mecánicas abiertas, pero también puede ser equipada con una mira óptica o de visión nocturna.

## Variantes
- Tipo 80 - Copia de la PKM, que dispara el cartucho 7,62 x 54 R.[4]
- Tipo 86
- CF06 - Versión de exportación de la Tipo 80, que dispara el cartucho 7,62 x 51 OTAN.[5][6] El estudio para la creación de la CF06 empezó con una evaluación desde julio hasta diciembre de 2006, presentándose un prototipo en febrero de 2007.[4] Su preproducción empezó en abril del mismo año y continuó hasta mayo, antes que la CF06 fuese oficialmente formalizada en enero de 2008.[4] También es conocida como la CS/LM4 (en chino, CS/LM 4型通用机枪).

## Usuarios
- Bangladés: En servicio con el Ejército de Bangladés y el Regimiento de Guardia del Presidente.[7]
- China: Actualmente en servicio en pequeñas cantidades con las Fuerzas Especiales chinas.[2][3]
- Croacia: Empleada por algunas unidades policiales croatas en la década de 1990.[8]
- Sri Lanka: En servicio con el Ejército de Sri Lanka. Unas 200 ametralladoras Tipo 80 fueron suministradas por Norinco como parte de varios acuerdos de defensa entre China y Sri Lanka.[9]